# Crates de Tral·les
Crates de Tral·les (en grec antic Κράτης), fou un orador i retòric de l'escola d'Isòcrates d'Atenes, originari de la ciutat de Tral·les (Tralles) a Cària, segons diu Diògenes Laerci.
Podria ser l'autor de λογοί δημηγορικοίκ, que Apol·lodor de Cízic atribueix a Crates d'Atenes, segons diu també Diògenes Laerci.